# The House of the Rising Sun
„The House of the Rising Sun“ (někdy také „Rising Sun Blues“) je americká lidová píseň. Vypráví o těžkém životě v New Orleans. V mnoha jejích verzích zpěvák oslovuje své mladší sourozence a naléhá na ně, aby se vyhnuli tomuto osudu. Nejvíce ji patrně proslavila skupina The Animals v roce 1964, jejíž verze se stala s hitem číslo jedna v mnoha zemích jako Spojeném království, v Spojených státech, Švédsku, Finsku, Kanadě a Austrálii. Píseň také nahrály skupiny: Frijid Pink na albu Frijid Pink, Toto na albu Through the Looking Glass a další.

## Původ a první verze skladby
Podobně jako je tomu u mnoha jiných klasických rockových balad i u „House of the Rising Sun“ je autorství nejasné. Nejstarší známou nahrávku nazpívali v roce 1934 pro hudební vydavatelství Vocalion Records apalačští umělci Clarence "Tom" Ashley a Gwen Foster. Tom Ashley se naučil tuto píseň od svého dědečka, Enocha Ashleyho.
Píseň se nacházela ve sbírce, kterou zkompletoval folklorista Alan Lomax, který byl spolu se svým otcem v Kongresové knihovně kurátorem archivu amerických folkových písní (Archive of American Folk Song). Během expedice v roce 1937, na níž byl spolu s manželkou v městečku Middlesboro na v východě státu Kentucky v domě zpěváka a aktivisty Tilmana Cadlea nahrál píseň v podání Georgie Turnerové, šestnáctileté dcery místního horníka. Nazval ji tehdy „The Rising Sun Blues“. Lomax později nahrál různé verze této písně v podání Berta Martina a třetí, kterou zpíval Daw Henson. Oba interpreti pocházeli z východu státu Kentucky. V své knize se sbírkou písní,  Our Singing Country  z roku 1941, určil autorství textu nahrávek Georgii Turnerové s referencí na Martinovu verzi. Podle jeho pozdějších slov má melodie společné znaky s tradiční anglickou baladou „Matty Groves“.
Někdejší žák a přítel Toma Ashleyho Roy Acuff také nahrál tuto píseň pod názvem „Rising Sun“. V roce 1941 nahrál svou verzi i Woody Guthrie. V nahrávce z roku 1947, kterou vyrobil Josh White a vyšla v roce 1950 u vydavatele Mercury Records, jsou nová slova a hudba, které byly následně zpopularizovány ve verzích od mnoha jiných dalších umělců. Dvě verze balady pod různými názvy nahrál americký folkový a bluesový hudebník Lead Belly: „In New Orleans“ (1944) a „The House of the Rising Sun“ (1948).
V roce 1957 nahrál „The House of the Rising Sun“ pro Elektra Records americký folkový zpěvák Glenn Yarbrough. Koncem 40., respektive počátku 50. let 20. století vyšla tato píseň i na albu folkové skupiny The Weavers. Pro Folkways Records ji nahrál v roce 1958 Pete Seeger. Reedice Seegerovy nahrávky vyšla v roce 2009 pod vydavatelem Smithsonian Folkways. V roce 1959 tuto skladbu nahrál na své album Balladeer pod názvem „New Orleans“ Američan Frankie Laine. Americký herec, komik a producent, Andy Griffith, nahrál píseň „The House of the Rising Sun“ v roce 1959 na kompilaci Andy Griffith Shouts the Blues and Old Time Songs. V roce 1960 si přidala nahrávku této skladby na své debutové album tehdy začínající písničkářka Joan Baez. Tuto píseň hrávala na koncertech během celé své hudební kariéry. Na své eponymní album nahrála v roce 1960 tuto píseň pod názvem „House of the Rising Sun“ i Miriam Makebová. Na své debutové album nahrál tuto píseň koncem roku 1961 i Bob Dylan a vydal ji v březnu roku 1962. Toto vydání Dylan komentoval, že píseň přebral od písničkáře Dave Van Ronka. V dokumentárním filmu No Direction Home se Van Ronk vyjádřil, že když měl v úmyslu nahrát píseň, Dylan mu zkopíroval jeho verzi a tak i on brzy nahrál tuto píseň na své album  Just Dave Van Ronk. Američanka Nina Simone nahrála svou první verzi této písně na album Nina at the Village Gate v roce 1962. V říjnu roku 1964 nahrál pro americké turné francouzskou verzi nahrávky na singl s názvem „Les portes du pénitencier“ Johnny Hallyday. Nahrávka se ve Francii dostala Billboard Top 10. V roce 1965 píseň ve španělské verzi pod názvem „La casa del sol naciente“ nahráli na stejnojmenné album kolumbijští rockoví hudebníci Los Speakers. Z alba prodali 15 tisíc kusů a získali za něj stříbro. Skupina The Chambers Brothers v roce 1970 nahrála píseň „The House of the Rising Sun“ na svou kompilaci Feelin 'The Blues.
V roce 1974 nahrála píseň pod názvem „House of the rising sun“ skupina Geordie na své album Don't Be Fooled by the Name. Zpěvákem skupiny byl tehdy Brian Johnson, který později nastoupil k AC/DC.

## Verze od Jody Miller a Dolly Partonové
Píseň „House of the Rising Sun“ vyšla i jako country nahrávky. Na americkém hudebním trhu z ní své samostatné verze nahrála i Jody Millerová a Dolly Partonová. Dolly ji vydala i jako třetí singl z alba 9 to 5 and Odd Jobs . V country žebříčku se se singlem umístila na čtrnáctém místě, v hlavním popovém Billboard Hot 100 byla na 77. místě. Dolly Partonova s touto písní ráda vystupuje i na koncertech.

## Verze od Five Finger Death Punch
V únoru 2014 vydala na singlu svou verzi nahrávky „House of the Rising Sun“ i americká heavy metalová kapela Five Finger Death Punch. Byl to druhý singl z jejich pátého studiového alba The Wrong Side of Heaven and the Righteous Side of Hell, Volume 2. V jejich verzi byl New Orleans změněn na Sin City. Singl se dostal do TopTen v americkém mainstreamovém rockovém rádiu.

## České verze
- Dům u vycházejícího slunce Český text Zdeňka Borovce je z roku 1965. Prvním českým interpretem písně, v popové úpravě, byl Jaromír Mayer. Vyšla na singlu v roce 1965. Country verzi s tímto textem nazpíval Karel Zápotocký ze skupiny Grošáci. Dalším interpretem byl Petr Kolář, píseň vyšla v rockové úpravě na albu Mackie Messer v roce 1999.
- Dům u bílých bran Tento text napsal také Zdeněk Borovec a píseň nazpíval Karel Gott.
- Verze nazpívaná Pavlem Novákem a skupinou Synkopa (začínající slovy „Už den znavený jako rampouch tající ...“), autorem textu je pravděpobně Pavel Novák.